# Anastassia Prykhodko
 (juillet 2024).
 (juillet 2024).
- Si vous ne connaissez pas le sujet, laissez ce bandeau (vous pouvez alors contacter les auteurs).
- Si vous supprimez le contenu mis en cause (vous pouvez préalablement contacter les auteurs),

argumentez précisément cette suppression dans la page de discussion
(un manque de référence n'est pas un argument ; une recherche réelle de référence doit avoir été effectuée, être formellement documentée).
Pour les articles homonymes, voir Prikhodko.
Anastassia ou Anastasia Kostiantynivna Prykhodko (en ukrainien : Анастасiя Костянтинiвна Приходько, en russe : Анастаси́я Константи́новна Прихо́дько, Anastassia Konstantinovna Prikhodko), née le 21 avril 1987 à Kiev, est une chanteuse ukrainienne.
Elle accède à la célébrité en remportant la 7e saison de la célèbre émission Fabrika Zvezd de la Pervy Kanal (première chaîne russe), le 9 décembre 2007. Cette victoire lui permet de signer un contrat avec le producteur Konstantin Meladzé.
Elle représente la Russie lors de la finale du Concours Eurovision de la chanson 2009 à Moscou, le 16 mai 2009, avec sa chanson en russe et en ukrainien Mamo (« Maman ») : elle devient alors la deuxième chanteuse non russe à représenter la Russie. Ce choix d'une artiste ukrainienne pour porter les couleurs du pays fait l'objet de nombreux débats, certains députés russes et des concurrents de la sélection pour l'Eurovision considérant qu'une personne non russe ne devrait pas pouvoir concourir pour la Russie. Elle finit à la 11e place.

## Biographie
Anastassia Prykhodko naît le 21 avril 1987 à Kiev, en RSS d'Ukraine. Elle possède une voix particulière de contralto, ce qui a pour effet d'élargir ses possibilités musicales : ce sera d'ailleurs l'une des raisons invoquées par les téléspectateurs de la Fabrika Zvezd pour justifier son ascension à la première place de l'émission. Sortie d'une école musicale, son répertoire est atypique : alors que la chanson en Europe de l'Est est en pleine expansion, elle préfère suivre une voie alternative en interprétant des chansons folkloriques en russe ou en ukrainien. Elle compose ses propres mélodies et arrive à la troisième place au festival international des compositeurs de Bulgarie[Quand ?]. Avant d'arrêter son choix sur le chant, Anastassia Prykhodko s'essaie longtemps à différents genres et styles de musiques. Elle sait jouer de trois instruments de musique, la flûte, la guitare et le piano, avec une préférence pour ce dernier. Elle quitte le foyer familial à l'âge de 15 ans. D'après le site Web de l'Eurovision, elle est amatrice d'échecs, de mode (habillement) et d'équitation.

## Fabrika Zvezd
Le 28 septembre 2007, elle intègre la 7e saison de la Fabrika Zvezd, une émission de téléréalité analogue à la Star Academy où de jeunes talents musicaux tentent de convaincre le public pendant trois mois. Malgré de nombreuses nominations[pas clair], Anastassia Prykhodko arrive en finale le 9 décembre 2007 face à cinq autres candidats et décroche la première place, devenant ainsi une nouvelle icône de la chanson russophone.

## Eurovision 2009

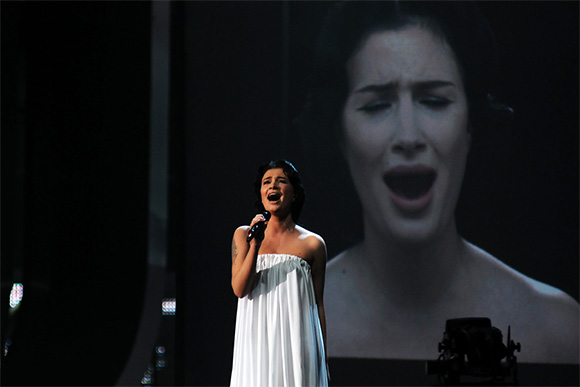
Anastassia Prykhodko à L'Eurovision 2009.

En 2009, elle représente la Russie au Concours Eurovision de la chanson avec le titre Mamo. Elle finit à la 11e place avec 91 points.
Sa prestation se démarque par son originalité : la mise en scène consiste en plusieurs écrans géants diffusant un morphing du visage de l'artiste, qui passe de 20 à 70 ans. Ce morphing est par ailleurs très expressif, la femme représentée sur les écrans passant d'une émotion neutre à de la tristesse (pleurs).
La même année, elle s'était présentée à la sélection nationale ukrainienne pour l'Eurovision mais, après avoir été une des quinze présélectionnées, elle avait été disqualifiée pour avoir utilisé une chanson appartenant déjà à son répertoire. Après avoir écrit, avec son manager Olena Mojova, une lettre au président ukrainien, dans laquelle elle se déclarait « patriote », elle avait attaqué en justice la NTVU, chaîne organisatrice de la sélection : le tribunal lui avait donné raison alors qu'elle préparait la sélection russe.

## Singles
- Tri zimi 2007 (Trois hivers)
- Vera 2007 (Véra)
- Vse za tebia 2007 (Tout pour toi)
- Bezotvetno 2008 (Sans réponse)
- Mamo 2009 (Maman)
- Liouli-Liouli 2010
- Vspykhnet svet 2010
- Po volnam 2010
- Iasnovidiachaïa 2010
- Action 2010